# Наволок (озеро)
На́волок — пресное озеро на севере Тверской области в Удомельском районе. Площадь озера — 12,5 км², площадь водосбора — 105 км². Длина 5,27 км, наибольшая ширина — 3,5 км. Объём воды — 0,028 км3. Расположено в 17 км севернее города Удомля. Берега равнинные, пологие, заболоченные. Впадает ручей Чёрный и более мелкие; вытекает на юге река Тихомандрица, которая соединяет Наволок с озером Удомля. На озере расположены острова Литвин (на севере) и Соха (на юге), а также ещё 2 мелких островка. Рядом с озером расположены селения Белохово, Курово и исчезнувшая деревня Гадомля. Высота над уровнем моря — 169 м.
Название озера связано с одним из путей древних новгородцев: через Мсту и Съежу — волоком через озёра Наволок и Кезадра — до реки Кезы и далее до удельного центра новгородцев Бежецкого верха.